# 氷川きよし・演歌名曲コレクション3〜白雲の城〜
『氷川きよし・演歌名曲コレクション3〜白雲の城〜』は、日本の演歌歌手氷川きよしのアルバムである。2003年5月21日発売。発売元はコロムビアミュージックエンタテインメント。

## 収録曲
1. 白雲の城(4:47) 
作詩：松井由利夫
作曲：水森英夫
編曲：伊戸のりお
2. 夕焼け波止場(4:00)
作詩：かず翼
作曲：宮下健治
編曲：南郷達也
3. 赤いシャツ着て(4:08)
作詩：菅麻貴子
作曲：桧原さとし
編曲：宮崎慎二
4. あの娘は行っちゃった(4:37)
作詩：下地亜記子
作曲：水森英夫
編曲：前田俊明
5. さいはての陽子(4:48)
作詩：小田めぐみ
作曲：大谷明裕
編曲：南郷達也
6. きよしのズンドコ節(3:35)
作詩：松井由利夫
作曲：水森英夫
編曲：伊戸のりお
7. あん時ゃどしゃぶり(3:27)
作詩：矢野亮
作曲：佐伯としを
編曲：伊戸のりお
オリジナル歌唱：春日八郎
8. リンゴ村から(3:22)
作詩：矢野亮
作曲：林伊佐緒
編曲：伊戸のりお
オリジナル歌唱：三橋美智也
9. チャンチキおけさ(3:14)
作詩：門井八郎
作曲：長津義司
編曲：伊戸のりお
オリジナル歌唱：三波春夫
10. 流転(3:32)
作詩：藤田まさと
作曲：阿部武雄
編曲：伊戸のりお
オリジナル歌唱：上原敏
11. おんなの宿(3:53)
作詩：星野哲郎
作曲：船村徹
編曲：伊戸のりお
オリジナル歌唱：大下八郎
12. 男の純情(3:29)
作詩：佐藤惣之助
作曲：古賀政男
編曲：伊戸のりお
オリジナル歌唱：藤山一郎